# Wielki Lisak
Wielki Lisak – (1428 m n.p.m.) szczyt w północno−zachodniej części Gorganów, które są częścią Beskidów Wschodnich. Szczyt ten jest przedłużeniem pasma Jajka Ilemskiego (1679 m n.p.m.) w kierunku północno-zachodnim.